# Prodasineura theebawi
Prodasineura theebawi – gatunek ważki z rodziny pióronogowatych (Platycnemididae). Znany wyłącznie z jednego stanowiska na wyspie Kadan Kjun w południowej Mjanmie, gdzie został odłowiony w 1921 roku.